# Theli
Theli — п'ятий студійний альбом шведського метал-гурту Therion, випущений 9 серпня 1996 року на лейблі Nuclear Blast.

## Про альбом
Theli вважається першим в історії альбомом, записаним в жанрі симфонічного металу. Окремі елементи майбутнього жанру — такі як «класичний» хоровий супровід, деякі симфонічні інструменти — використовувалися Therion і раніше, але, на думку критиків, саме на Theli вперше склався повноцінний новий жанр, розвинений групою в своїх подальших роботах.
Як і всі альбоми групи (крім Of Darkness …), Theli присвячений древнім містичним вченням. Слово «theli» означає «дракон», взято з каббалістичної книги Сефер Йеціра. Тематично переважають шумерська, християнська міфологія та окультизм.
28 січня 2014 року вийшло перевидання альбому (Deluxe Edition) з трьома бонусними треками — «In Rememberance», «Black Fairy» і «Fly To The Rainbow» (кавер-версія однойменної пісні Scorpions), а також бонусний DVD із живим концертиним записом альбому.

## Концепція текстів
- «To Mega Therion» («До Звіра») — у перекладі з давньогрецької Το Μέγα θηρίον означає «великий звір» — відображає посилання до Звіра у християнській книзі Апокаліпсис.
- «Cults of the Shadow» («Культи тіней») — інспірована книгою британського письменника і окультиста Кеннета Гранта. «Cults of shadow».
- «In The Desert Of Set» («У пустелі Сета») — розповідає про Сета з єгипетської міфології.
- «Nightside Of Eden» («Нічна сторона Едему») — за однойменною книгою Кеннета Гранта.
- «Invocation Of Naamah» («Виклик Нахеми») — про кабалістичну демоницю Нахему.
- «The Siren of the Woods» («Сирена лісів») — написана аккадською мовою і присвячена богу Нергалу. Пісня була випущена окремим синглом.

## Список композицій
Всі композиції написані Крістофером Йонссоном (музика) і Томасом Карлсоном (текст), окрім «Interludium» і «Siren of the Woods», написаних у співавторстві Йонасом Мельбергом і Крістофером Йонссоном.
| #   | Назва | Тривалість |
| --- | --- | ---------- |
| 1.  | «Preludium» | 1:43       |
| 2.  | «To Mega Therion» (у перекладі з грец. Το Μέγα θηρίον означає «великий звір» — посилання до Звіра у християнській книзі «Апокаліпсис») | 6:34       |
| 3.  | «Cults of the Shadow» | 5:14       |
| 4.  | «In The Desert Of Set» | 5:29       |
| 5.  | «Interludium» | 1:47       |
| 6.  | «Nightside Of Eden» | 7:31       |
| 7.  | «Opus Eclipse» | 3:41       |
| 8.  | «Invocation Of Naamah» | 5:31       |
| 9.  | «The Siren of the Woods» | 9:55       |
| 10. | «Grand Finale / Postludium» | 4:04       |

Японське видання
Японське видання альбому було випущено на лейблі Toy's Factory і включає в себе три бонусних треки:
| #  | Назва                                                  | Тривалість |
| -- | ------------------------------------------------------ | ---------- |
| 1. | «In Remembrance»                                       | 6:04       |
| 2. | «Black Fairy»                                          | 5:55       |
| 3. | «Fly to the Rainbow» (кавер-версія на пісню Scorpions) | 8:14       |

## Учасники запису

### Особистий склад Therion
- Крістофер Йонссон — гітара, вокал, клавішні
- Piotr Wawrzeniuk — ударні, вокал
- Lars Rosenberg — бас-гітара
- Jonas Mellberg — гітара, акустична гітара, клавішні

### Запрошені музиканти
- Дан Свано — вокал
- Ян Петер Генкель — рояль, клавішні, програмування
- Готфрід Кох — клавішні, програмування

### Хорсимфонічного оркестру Північнонімецького радіо
- Raphaela Mayhaus — сопрано
- Bettina Stumm — сопрано
- Ursula Ritters — альт (голос)
- Ergin Onat — тенор
- Joachim Gebhardt — бас
- Klaus Bulow — бас

### Хор сірен
- Anja Krenz — сопрано (соло)
- Constanze Arens — сопрано
- Riekje Weber — альт
- Stephan Gade — тенор
- Axel Patz — бас-баритон (соло)

## Сингл
- «The Siren of the Woods» — другий сингл гурту, слова пісні написані аккадською мовою.

## Обкладинка
Обкладинка альбому була розроблена Пітером Гроном (Peter Grøn).